# Sử dụng vũ lực

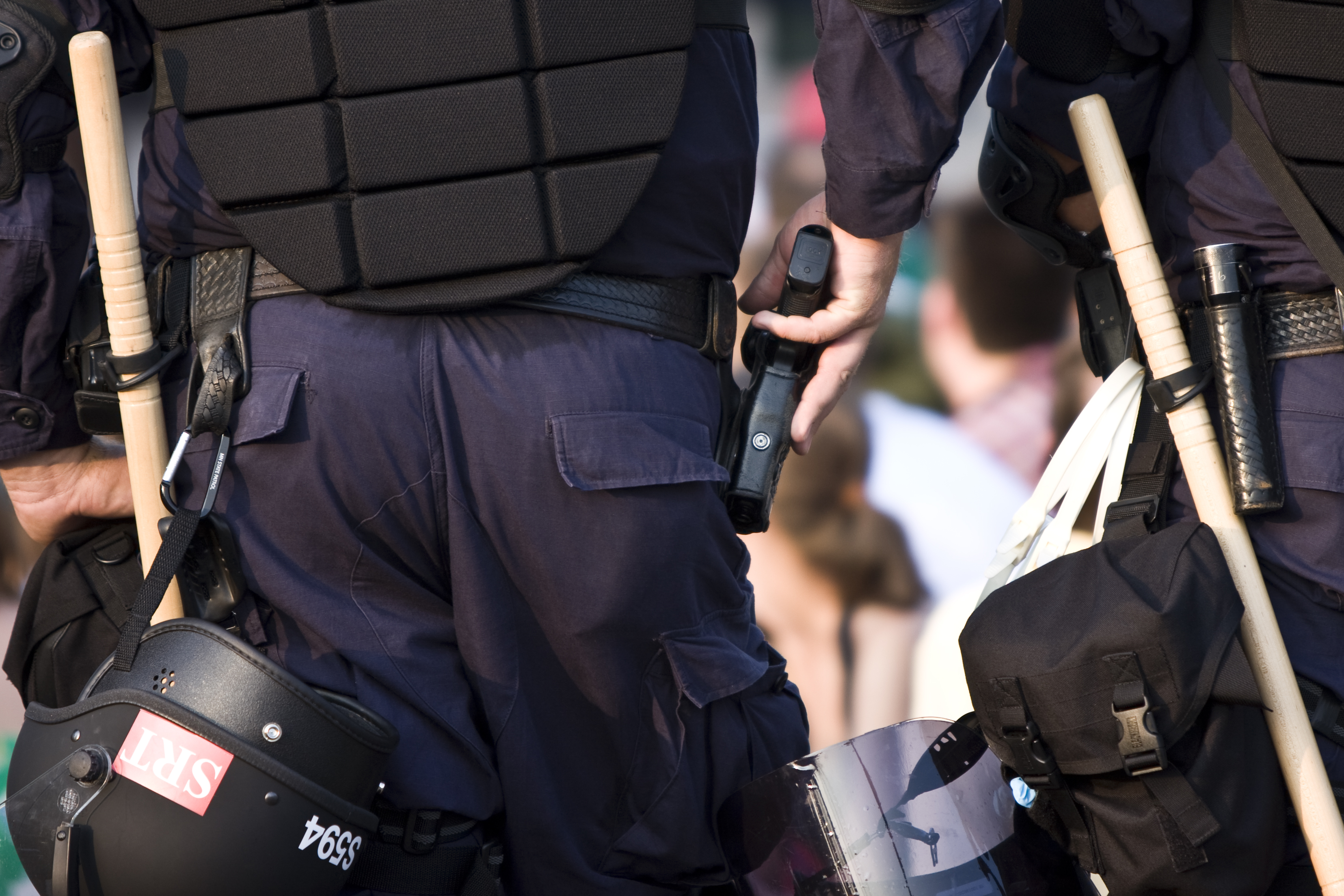
Một cảnh sát St. Paul SRT nắm chặt một khẩu súng trong bao súng

Sử dụng vũ lực, trong bối cảnh thực thi pháp luật, có thể được định nghĩa là "lượng nỗ lực mà cảnh sát yêu cầu để bắt buộc tuân thủ bởi một chủ thể không tuân phục".
Sử dụng các học thuyết vũ lực có thể được sử dụng bởi các nhân viên thực thi pháp luật và quân nhân làm nhiệm vụ bảo vệ. Mục đích của các học thuyết như vậy là để cân bằng các nhu cầu của an ninh với các mối quan tâm về đạo đức đối với các quyền và phúc lợi của những kẻ xâm nhập hoặc nghi phạm. Chấn thương cho dân thường có xu hướng tập trung chú ý vào quyền tự vệ như một sự biện minh và, trong trường hợp gây ra cái chết, liên quan đến khái niệm giết người chính đáng.

## Lịch sử
Việc sử dụng vũ lực bắt nguồn từ khi bắt đầu thực thi pháp luật, với nỗi sợ rằng các sĩ quan sẽ lạm dụng quyền lực của họ. Trong xã hội ngày nay, nỗi sợ hãi này vẫn tồn tại và một trong những cách để khắc phục vấn đề này là yêu cầu cảnh sát đeo máy quay trên người và bật chúng trong tất cả các tương tác với dân thường.

## Phổ sử dụng vũ lực
Việc sử dụng vũ lực có thể được tiêu chuẩn hóa bằng cách áp dụng phổ sử dụng vũ lực, trong đó trình bày các hướng dẫn về mức độ dùng vũ lực phù hợp trong một tình huống nhất định. Một nguồn xác định năm bước rất khái quát, tăng dần từ việc sử dụng vũ lực ít nhất đến lớn nhất. Nó chỉ là một mặt của mô hình, vì nó không đưa ra các mức độ kháng chủ thể xứng đáng với sự gia tăng lực lượng tương ứng.  Lưu trữ ngày 16 tháng 3 năm 2006 tại Wayback Machine Mỗi cấp độ vũ lực liên tiếp được dùng để mô tả một loạt các hành động leo thang mà một sĩ quan có thể thực hiện để giải quyết tình huống và mức độ lực lượng được sử dụng chỉ tăng lên khi mức độ lực thấp hơn sẽ không hiệu quả trong việc xử lý tình huống. Thông thường, bất kỳ phong cách phổ sử dụng vũ lực sẽ bắt đầu với sự hiện diện của sĩ quan và kết thúc bằng việc sử dụng vũ lực chết người.
1. Sự hiện diện (sử dụng hiệu ứng của sự hiện diện của một nhân vật có thẩm quyền đối với đối tượng)
2. Lời nói (ra lệnh cho đối tượng)
3. Điều khiển tay không (sử dụng tay không để tìm kiếm, thu vũ khí, giữ hoặc kiểm soát đối tượng)
4. Vũ khí trung gian (sử dụng vũ khí hóa học, điện tử hoặc tác động không gây chết người trên đối tượng)
5. Vũ lực chết người (sử dụng bất kỳ vũ lực nào có khả năng gây thương tích hoặc tử vong vĩnh viễn cho đối tượng)